# Winthemia claripilosa
Winthemia claripilosa är en tvåvingeart som först beskrevs av Austen 1909.  Winthemia claripilosa ingår i släktet Winthemia och familjen parasitflugor. Inga underarter finns listade i Catalogue of Life.